# Lijst van rijksmonumenten in Edam
De stad Edam telt 176 inschrijvingen in het rijksmonumentenregister. Hieronder een overzicht.
| Object | Oorspronkelijke functie?  | Bouwjaar                                     | Architect   | Locatie                            | Coördinaten?                 | Nr.?   | Afbeelding |
| --- | ------------------------- | -------------------------------------------- | ----------- | ---------------------------------- | ---------------------------- | ------ | --- |
| Huis met zadeldak. Houtskelet. Herstelde puntgevel van baksteen | Werk-woonhuis             |                                              |             | Achterhaven 101                    | 52° 30' 48" NB, 5° 2' 58" OL | 14282  | Meer afbeeldingen |
| Huis onder schilddak met lijstgevel. Gebosseerde, witte voorgevel. Op verdieping twee gedichte vensternissen | Werk-woonhuis             | eerste helft 16e eeuw                        |             | Achterhaven 105                    | 52° 30' 48" NB, 5° 2' 58" OL | 14283  | Meer afbeeldingen |
| Huis onder schilddak met lijstgevel. Gebosseerde, witte voorgevel. Op verdieping twee gedichte vensternissen | Woonhuis                  |                                              |             | Baanstraat 1                       | 52° 30' 39" NB, 5° 2' 59" OL | 14284  | Huis onder schilddak met lijstgevel. Gebosseerde, witte voorgevel. Op verdieping twee gedichte vensternissen                                                                           |
| Huis met lijstgevel. Voorgevel grijs gepleisterd. Voordeur met bovenlicht | Woonhuis                  |                                              |             | Baanstraat 3                       | 52° 30' 39" NB, 5° 2' 58" OL | 14285  | Meer afbeeldingen |
| Huis met in- en uitgezwenkte gevel, versierd met pilasters en banden van gele baksteen. Gewijzigde pui | Woonhuis                  | eerste helft 17e eeuw                        |             | Baanstraat 9                       | 52° 30' 40" NB, 5° 2' 58" OL | 14286  | Meer afbeeldingen |
| Huis met dwars zadeldak. Oorspronkelijk deur en bovenramen | Woonhuis                  |                                              |             | Baanstraat 11                      | 52° 30' 40" NB, 5° 2' 58" OL | 14287  | Huis met dwars zadeldak. Oorspronkelijk deur en bovenramen |
| Huis met verdieping en zadeldak evenwijdig met straat | Werk-woonhuis             | 1655 / 18e eeuw                              |             | Baanstraat 13                      | 52° 30' 40" NB, 5° 2' 58" OL | 14288  | Meer afbeeldingen |
| Pand met houten topgevel en empire-vensters | Woonhuis                  |                                              |             | Baanstraat 15                      | 52° 30' 41" NB, 5° 2' 58" OL | 14289  | Pand met houten topgevel en empire-vensters |
| Gepleisterd huis met schilddak. Empire-ramen met zwikken. Stoep | Woonhuis                  |                                              |             | Baanstraat 2                       | 52° 30' 39" NB, 5° 2' 60" OL | 14290  | Meer afbeeldingen |
| Huis Ben Rooyaard | Woonhuis                  | laatste kwart 17e eeuw                       |             | Breestraat 8                       | 52° 30' 47" NB, 5° 2' 58" OL | 14291  | Meer afbeeldingen |
| Proveniershuis | Sociale zorg, liefdadigh. | 1555 (gesticht) 17e/18e eeuw                 |             | J C Brouwersgracht 30              | 52° 30' 53" NB, 5° 2' 48" OL | 14292  | Meer afbeeldingen |
| Huis met houten topgevel. Oorspronkelijk kozijnen | Woonhuis                  |                                              |             | J C Brouwersgracht 8               | 52° 30' 49" NB, 5° 2' 48" OL | 14293  | Huis met houten topgevel. Oorspronkelijk kozijnen |
| Raadhuis | Overheidsgebouw           | 1737                                         |             | Damplein 1                         | 52° 30' 44" NB, 5° 2' 58" OL | 14294  | Meer afbeeldingen |
| Voormalig wachthuis. Gepleisterd bakstenen gebouw met schilddak. Twee leeuwenmaskers. Gevelsteen met het wapen van Edam aan de Hoogstraat | Woonhuis                  | 17e eeuw                                     |             | Hoogstraat 14                      | 52° 30' 44" NB, 5° 2' 58" OL | 14295  | Meer afbeeldingen |
| Boterhal, op de plaats van de voormalige Beurs uit 1738. Voorzien van een overdekte galerij met zuilen, | Handel en kantoor         | tweede kwart 19e eeuw                        |             | Damplein bij 5                     | 52° 30' 45" NB, 5° 2' 57" OL | 14296  | Meer afbeeldingen |
| Hoekhuis met verdieping en schilddak. Pui modern. Dakkapel met gebroken fronton | Woonhuis                  | 18e eeuw                                     |             | Damplein 6                         | 52° 30' 46" NB, 5° 2' 56" OL | 14297  | Meer afbeeldingen |
| Steenen Coopmanshuys | Woonhuis                  | 16e eeuw                                     |             | Damplein 8                         | 52° 30' 46" NB, 5° 2' 57" OL | 14298  | Meer afbeeldingen |
| Huizen met gekoppelde voorgevels, waarvan de trapgevel rechts is behouden maar de linkergevel thans de vorm heeft van een puntgevel. Rechts getoogde zolderdeurkozijnen met bovenlicht: strokendeur. Bogen boven de zolderopeningen met gele baksteen verlevendigd. Puien gewijzigd | Woonhuis                  | eerste kwart 17e eeuw                        |             | Doelland 3                         | 52° 30' 39" NB, 5° 2' 51" OL | 14299  | Meer afbeeldingen |
| Huis met in- en uitgezwenkte topgevel, met een maskerkraagsteentje onder toppilaster. Gewijzigde pui | Werk-woonhuis             | eerste kwart 17e eeuw                        |             | Doelland 9                         | 52° 30' 39" NB, 5° 2' 50" OL | 14300  | Meer afbeeldingen |
| Huis met gepleisterde trapgevel; toppilasters op maskerkraagsteen | Woonhuis                  | 17e eeuw                                     |             | Doelland 11                        | 52° 30' 39" NB, 5° 2' 50" OL | 14301  | Meer afbeeldingen |
| Eenvoudig bakstenen huis met zadeldak. Puntgevel | Woonhuis                  |                                              |             | Doelland 6                         | 52° 30' 40" NB, 5° 2' 51" OL | 14302  | Meer afbeeldingen |
| Eenvoudig bakstenen huis met zadeldak. Puntgevel. Oorspronkelijke deur. Beneden 2 negenruiters; in de top een zestienruiter | Woonhuis                  |                                              |             | Doelland 10                        | 52° 30' 40" NB, 5° 2' 50" OL | 14303  | Meer afbeeldingen |
| Huis met trapgevel, toppilaster op een maskerkraagsteen. Tweelichtzoldervensters, met een luik van geprofileerde planken. Gewijzigde pui. Trapgevel gekoppeld met die van buurnummer 8                                                                                              | Woonhuis                  | derde kwart 17e eeuw                         |             | Eilandsgracht 7                    | 52° 30' 49" NB, 5° 2' 58" OL | 14304  | Meer afbeeldingen |
| Huis met trapgevel, toppilaster op een maskerkraagsteen.Tweelichtzoldervensters, met een luik van geprofileerde planken. Trapgevel gekoppeld met die van buurnummer 7 | Woonhuis                  | derde kwart 17e eeuw                         |             | Eilandsgracht 8                    | 52° 30' 49" NB, 5° 2' 58" OL | 14305  | Meer afbeeldingen |
| Huis met trapgevel; toppilaster op maskerkraagsteen. Pui gewijzigd | Woonhuis                  | derde kwart 17e eeuw                         |             | Eilandsgracht 9                    | 52° 30' 49" NB, 5° 2' 57" OL | 14306  | Meer afbeeldingen |
| Eenvoudig huis met houten top. Houtskelet | Boerderij                 | 19e eeuw                                     |             | Gevangenpoortsteeg 7               | 52° 30' 38" NB, 5° 2' 55" OL | 14307  | Meer afbeeldingen |
| Stelphoeve, met losse hooiberg | Woonhuis                  | 19e eeuw                                     |             | Gevangenpoortsteeg 11              | 52° 30' 38" NB, 5° 2' 56" OL | 14308  | Stelphoeve, met losse hooiberg |
| Huizen met gekoppelde gevels, oorspronkelijk trapgevels; de toppilasters op een maskerkraagsteen. Puien eveneens gewijzigd | Woonhuis                  | derde kwart 17e eeuw                         |             | Gevangenpoortsteeg 15              | 52° 30' 38" NB, 5° 2' 55" OL | 14309  | Meer afbeeldingen |
| Linkerhelft van eenvoudig woonhuisje met lijstgevel | Woonhuis                  | 19e eeuw                                     |             | Gevangenpoortsteeg 2               | 52° 30' 38" NB, 5° 2' 57" OL | 14310  | Linkerhelft van eenvoudig woonhuisje met lijstgevel |
| Rechterhelft van eenvoudig woonhuisje met lijstgevel | Woonhuis                  | 19e eeuw                                     |             | Gevangenpoortsteeg 4               | 52° 30' 38" NB, 5° 2' 57" OL | 14311  | Rechterhelft van eenvoudig woonhuisje met lijstgevel |
| Voormalige leerlooierij. Grotendeels houten gebouw met verdieping en zadeldak | Handel en kantoor         | 17e eeuw                                     |             | Gevangenpoortsteeg 6               | 52° 30' 38" NB, 5° 2' 57" OL | 14312  | Meer afbeeldingen |
| Eenvoudig huisje met houten top. Houtskeletbouw | Woonhuis                  |                                              |             | Gevangenpoortsteeg 20              | 52° 30' 39" NB, 5° 2' 56" OL | 14313  | Meer afbeeldingen |
| Eenvoudig huisje met vernieuwde top en in de zijgevel een sieranker. Houtskeletbouw | Woonhuis                  |                                              |             | Gevangenpoortsteeg 24              | 52° 30' 39" NB, 5° 2' 56" OL | 14314  | Meer afbeeldingen |
| Huis met trapgevel. Trapgevel gekoppeld met die van het buurnummer 27 | Woonhuis                  | laatste kwart 17e eeuw (huis) pui (19e eeuw) |             | Bult 25                            | 52° 30' 39" NB, 5° 2' 54" OL | 14315  | Meer afbeeldingen |
| Huis met trapgevel. Trapgevel gekoppeld met die van het buurnummer 25 | Woonhuis                  | laatste kwart 17e eeuw (huis) pui (19e eeuw) |             | Bult 27                            | 52° 30' 39" NB, 5° 2' 54" OL | 14316  | Meer afbeeldingen |
| Huis met gekoppelde puntgevels. Gesneden deur en snijraam in een pilasteromlijsting. Puibalk met diamantkoplijst en boven de ingangsomlijsting gesneden consoles | Woonhuis                  | 18e eeuw                                     |             | Bult 12                            | 52° 30' 40" NB, 5° 2' 55" OL | 14317  | Meer afbeeldingen |
| Weeshuis. Hoog gebouw met zadeldak. Sterk gewijzigd. Gevelsteen met voorstelling van spelende kinderen | Sociale zorg, liefdadigh. | 1558                                         |             | Grote Kerkstraat 23                | 52° 30' 50" NB, 5° 2' 54" OL | 14318  | Meer afbeeldingen |
| L-vormig huis, in hoofdzaak. Twee ingangen met vroeg-19e-eeuwse deur en snijraam. Drie dakkapellen met gebogen doorbroken frontons. Inwendig vier gesneden laatgotische sleutelstukken                                                                                              | Dienstwoning              | 18e eeuw                                     |             | Grote Kerkstraat 55                | 52° 30' 54" NB, 5° 2' 52" OL | 14319  | L-vormig huis, in hoofdzaak. Twee ingangen met vroeg-19e-eeuwse deur en snijraam. Drie dakkapellen met gebogen doorbroken frontons. Inwendig vier gesneden laatgotische sleutelstukken |
| Grote of Sint-Nicolaaskerk | Kerk en kerkonderdeel     | 15e eeuw                                     |             | Grote Kerkstraat 59                | 52° 30' 56" NB, 5° 2' 53" OL | 14320  | Meer afbeeldingen |
| Huis, aangepast hersteld | Woonhuis                  | 19e eeuw                                     |             | Grote Kerkstraat 28                | 52° 30' 50" NB, 5° 2' 55" OL | 14321  | Meer afbeeldingen |
| Huis. In- en uitgezwenkte topgevel met gemetselde pilasters en voluten. Pui gewijzigd | Woonhuis                  | 18e eeuw                                     |             | Grote Kerkstraat 30                | 52° 30' 50" NB, 5° 2' 55" OL | 14322  | Meer afbeeldingen |
| Huis. In- en uitgezwenkte topgevel met gemetselde pilasters. Pui gewijzigd | Woonhuis                  | 17e eeuw                                     |             | Grote Kerkstraat 32                | 52° 30' 51" NB, 5° 2' 55" OL | 14323  | Huis. In- en uitgezwenkte topgevel met gemetselde pilasters. Pui gewijzigd |
| Huis met hoge puntgevel. Topvenster met boog. Bakstenen waterlijst | Woonhuis                  |                                              |             | Grote Kerkstraat 38                | 52° 30' 51" NB, 5° 2' 55" OL | 14324  | Meer afbeeldingen |
| Huis met eenvoudige van vlechtingen voorziene puntgevel | Woonhuis                  | 19e eeuw                                     |             | Grote Molensteeg 6                 | 52° 30' 50" NB, 5° 2' 57" OL | 14325  | Meer afbeeldingen |
| Huis met verdieping. Trapgevel met grotendeels houten pui. Maskersluitstenen in de vensterbogen en bovenste tevens kraagsteen onder de toppilasters | Woonhuis                  | 1607 (gevelsteen)                            |             | Hoogstraat 1                       | 52° 30' 42" NB, 5° 2' 57" OL | 14326  | Meer afbeeldingen |
| Huis met aan de achterzijde een topgevel met vlechtingen. Voorgevel vernieuwd | Woonhuis                  | 17e eeuw                                     |             | Hoogstraat 3                       | 52° 30' 43" NB, 5° 2' 57" OL | 14327  | Meer afbeeldingen |
| Huis met gewijzigde voorgevel | Woonhuis                  | 17e/18e eeuw                                 |             | Hoogstraat 10                      | 52° 30' 43" NB, 5° 2' 58" OL | 14328  | Meer afbeeldingen |
| Huis met verdieping en schilddak | Woonhuis                  | 19e eeuw                                     |             | Hoogstraat 14                      | 52° 30' 44" NB, 5° 2' 58" OL | 14329  | Meer afbeeldingen |
| Eenvoudig huis onder hoge steile kap | Woonhuis                  | 18e eeuw                                     |             | Keizersgracht 4                    | 52° 30' 44" NB, 5° 2' 54" OL | 14331  | Eenvoudig huis onder hoge steile kap |
| Huis met gewijzigde trapgevel | Woonhuis                  | 17e eeuw                                     |             | Bult 2                             | 52° 30' 41" NB, 5° 2' 56" OL | 14332  | Meer afbeeldingen |
| Pand onder hoog zadeldak tussen puntgevels | Woonhuis                  |                                              |             | Bult 10                            | 52° 30' 40" NB, 5° 2' 55" OL | 14333  | Pand onder hoog zadeldak tussen puntgevels |
| Huis met eenvoudige gepleisterde puntgevel | Woonhuis                  |                                              |             | Kleine Kerkstraat 5                | 52° 30' 45" NB, 5° 2' 52" OL | 14334  | Meer afbeeldingen |
| Huis met van vlechtingen voorziene puntgevel | Woonhuis                  | eerste kwart 19e eeuw                        |             | Kleine Kerkstraat 9                | 52° 30' 45" NB, 5° 2' 51" OL | 14335  | Meer afbeeldingen |
| Eenvoudig huis met verdieping en twee schilddaken | Woonhuis                  |                                              |             | Kleine Kerkstraat 13               | 52° 30' 45" NB, 5° 2' 51" OL | 14336  | Meer afbeeldingen |
| Hoekhuis met verdieping en schilddak | Woonhuis                  | 19e eeuw                                     |             | Kleine Kerkstraat 2                | 52° 30' 45" NB, 5° 2' 52" OL | 14337  | Meer afbeeldingen |
| Huis met trapgevel | Woonhuis                  | eerste helft 17e eeuw                        |             | Kleine Kerkstraat 6                | 52° 30' 45" NB, 5° 2' 52" OL | 14338  | Meer afbeeldingen |
| Huis met trapgevel | Woonhuis                  | tweede helft 17e eeuw                        |             | Kleine Kerkstraat 8                | 52° 30' 46" NB, 5° 2' 52" OL | 14339  | Meer afbeeldingen |
| Huis met puntgevel, oorspronkelijk trapgevel | Woonhuis                  | derde kwart 17e eeuw                         |             | Kleine Kerkstraat 10               | 52° 30' 45" NB, 5° 2' 51" OL | 14340  | Meer afbeeldingen |
| Huis met klokgevel, bekroond met een gebroken fronton | Woonhuis                  | eerste kwart 19e eeuw                        |             | Kleine Kerkstraat 12               | 52° 30' 45" NB, 5° 2' 51" OL | 14341  | Meer afbeeldingen |
| Eenvoudig huis met zadeldak | Woonhuis                  |                                              |             | Kleine Kerkstraat 18               | 52° 30' 45" NB, 5° 2' 50" OL | 14342  | Meer afbeeldingen |
| In de tuin een hardstenen lantaarnpaal | Straatmeubilair           | 18e eeuw                                     |             | Klein Westerbuiten 14              | 52° 30' 39" NB, 5° 2' 34" OL | 14343  | In de tuin een hardstenen lantaarnpaal |
| Bakstenen huis met houten, door een gebroken fronton bekroonde klokgevel | Woonhuis                  | 18e eeuw                                     |             | Klein Westerbuiten 22              | 52° 30' 35" NB, 5° 2' 30" OL | 14344  | Meer afbeeldingen |
| Speeltoren Kleine kerk | Kerk en kerkonderdeel     | 15e eeuw                                     |             | Lingerzijde 1                      | 52° 30' 44" NB, 5° 2' 49" OL | 14345  | Meer afbeeldingen |
| Huis voorzien van een trapgevel | Woonhuis                  | 17e eeuw                                     |             | Lingerzijde 9                      | 52° 30' 43" NB, 5° 2' 50" OL | 14346  | Meer afbeeldingen |
| Huis voorzien van een klokgevel met fronton | Woonhuis                  | 18e/19e eeuw                                 |             | Lingerzijde 11                     | 52° 30' 43" NB, 5° 2' 49" OL | 14347  | Meer afbeeldingen |
| Huis onder zadeldak en een lijstgevel van omstreeks 1900 | Woonhuis                  | 17e eeuw                                     |             | Lingerzijde 21                     | 52° 30' 42" NB, 5° 2' 51" OL | 14348  | Huis onder zadeldak en een lijstgevel van omstreeks 1900 |
| Huis voorzien van een brede klokgevel met een gebroken fronton | Woonhuis                  | 18e eeuw                                     |             | Lingerzijde 23                     | 52° 30' 42" NB, 5° 2' 50" OL | 14349  | Meer afbeeldingen |
| Bakstenen huis met houten topgevel | Woonhuis                  | 18e eeuw                                     |             | Lingerzijde 29                     | 52° 30' 41" NB, 5° 2' 49" OL | 14350  | Meer afbeeldingen |
| Herenhuis met verdieping en schilddak | Woonhuis                  |                                              |             | Lingerzijde 33                     | 52° 30' 41" NB, 5° 2' 48" OL | 14351  | Meer afbeeldingen |
| Herenhuis uit 1860 met verdieping en schilddak | Woonhuis                  | 1860                                         |             | Lingerzijde 39                     | 52° 30' 41" NB, 5° 2' 46" OL | 14352  | Meer afbeeldingen |
| Huis met in- en uitgezwenkte gevel | Woonhuis                  | eerste kwart 17e eewu                        |             | Lingerzijde 63                     | 52° 30' 41" NB, 5° 2' 42" OL | 14353  | Meer afbeeldingen |
| Dubbel huis met verdieping en hoog dwars schilddak | Woonhuis                  |                                              |             | Lingerzijde 16                     | 52° 30' 43" NB, 5° 2' 49" OL | 14354  | Meer afbeeldingen |
| Huis, voorzien van een houten topgevel met eenvoudige windveren | Woonhuis                  | 18e eeuw                                     |             | Lingerzijde 26                     | 52° 30' 43" NB, 5° 2' 49" OL | 14355  | Meer afbeeldingen |
| Koetshuis | Bijgebouwen kastelen enz. |                                              |             | Lingerzijde 36                     | 52° 30' 42" NB, 5° 2' 48" OL | 14356  | Meer afbeeldingen |
| Huis voorzien van een klokgevel met fronton | Woonhuis                  | 18e eeuw                                     |             | Lingerzijde 60                     | 52° 30' 41" NB, 5° 2' 44" OL | 14357  | Meer afbeeldingen |
| Oosterbaansbrug | Brug                      |                                              |             | Nieuwehaven tegenover 1            | 52° 30' 47" NB, 5° 3' 30" OL | 14358  | Meer afbeeldingen |
| Huisje met bakstenen voorgevel, waarboven een eenvoudige houten voorschot | Woonhuis                  |                                              |             | Nieuwehaven 29                     | 52° 30' 46" NB, 5° 3' 16" OL | 14359  | Meer afbeeldingen |
| Huis met eenvoudige puntgevel | Woonhuis                  | 17e eeuw                                     |             | Nieuwehaven 39                     | 52° 30' 46" NB, 5° 3' 12" OL | 14360  | Meer afbeeldingen |
| Pakhuis met houten puntgevel | Opslag                    | 18e eeuw                                     |             | Nieuwehaven 57                     | 52° 30' 44" NB, 5° 3' 6" OL  | 14361  | Meer afbeeldingen |
| Huis met verdieping en gepleisterde lijstgevel | Woonhuis                  | eerste helft 19e eeuw                        |             | Nieuwehaven 22                     | 52° 30' 47" NB, 5° 3' 19" OL | 14362  | Huis met verdieping en gepleisterde lijstgevel |
| Groot herenhuis met verdieping en schilddak | Woonhuis                  | 18e - eerste kwart 19e eeuw                  |             | Nieuwehaven 24                     | 52° 30' 47" NB, 5° 3' 17" OL | 14363  | Meer afbeeldingen |
| Diaconie | Woonhuis                  | 19e eeuw                                     |             | Nieuwehaven 62                     | 52° 30' 44" NB, 5° 3' 4" OL  | 14364  | Meer afbeeldingen |
| In het plaveisel een windroos | Weg                       |                                              |             | Jan Nieuwenhuizenplein tegenover 9 | 52° 30' 49" NB, 5° 2' 52" OL | 14365  | Meer afbeeldingen |
| Kaaswaag | Handel en kantoor         | 1778 (steen)                                 |             | Jan Nieuwenhuizenplein 5           | 52° 30' 48" NB, 5° 2' 51" OL | 14366  | Meer afbeeldingen |
| Laag huis | Woonhuis                  | 19e eeuw                                     |             | Jan Nieuwenhuizenplein 7           | 52° 30' 49" NB, 5° 2' 50" OL | 14367  | Laag huis |
| Huis met trapgevel met in het fries leeuwenmasker, een steen met voorstelling van een struisvogel en twee steentjes met anno en 1662 in vredeman de vries ornament | Woonhuis                  | 1662                                         |             | Jan Nieuwenhuizenplein 9           | 52° 30' 49" NB, 5° 2' 50" OL | 14368  | Meer afbeeldingen |
| Huis met eenvoudige trapgevel, toppilaster op maskerkraagsteen | Woonhuis                  | 17e eeuw                                     |             | Jan Nieuwenhuizenplein 11          | 52° 30' 49" NB, 5° 2' 50" OL | 14369  | Meer afbeeldingen |
| Huis met hoog zadeldak | Woonhuis                  | 17e eeuw                                     |             | Jan Nieuwenhuizenplein 2           | 52° 30' 48" NB, 5° 2' 53" OL | 14370  | Meer afbeeldingen |
| Doopsgezinde vermaning, gelegen achter de huizen | Kerk en kerkonderdeel     | 1702                                         |             | Jan Nieuwenhuizenplein 6           | 52° 30' 49" NB, 5° 2' 53" OL | 14371  | Meer afbeeldingen |
| Eenvoudig huis met dwars zadeldak | Woonhuis                  |                                              |             | Nieuwvaartje 13                    | 52° 30' 54" NB, 5° 2' 57" OL | 14372  | Meer afbeeldingen |
| Huis voorzien van een houten voorschot met uitgeschulpte windveren | Woonhuis                  | 18e eeuw                                     |             | Nieuwvaartje 8                     | 52° 30' 52" NB, 5° 2' 58" OL | 14373  | Meer afbeeldingen |
| Boerderij met tentdak | Boerderij                 | 19e eeuw                                     |             | Nieuwvaartje 12                    | 52° 30' 53" NB, 5° 2' 57" OL | 14374  | Meer afbeeldingen |
| Stenen paal met inscriptie achter de sluiswachterswoning | Gedenkteken               |                                              |             | Oorgat 1                           | 52° 30' 58" NB, 5° 4' 9" OL  | 14375  | Meer afbeeldingen |
| Rechthoekig huis met lijstgevels en schilddak | Woonhuis                  | 19e eeuw                                     |             | Oorgat 1                           | 52° 30' 58" NB, 5° 4' 6" OL  | 14376  | Meer afbeeldingen |
| Huis met puntgevel, goede schuiframen, bovenlicht en deur met kussenpaneel | Woonhuis                  | eerste helft 19e eeuw                        |             | Oorgat 84                          | 52° 30' 52" NB, 5° 3' 38" OL | 14377  | Meer afbeeldingen |
| Huis | Woonhuis                  | 17e eeuw                                     |             | Prinsenstraat 14                   | 52° 30' 48" NB, 5° 2' 53" OL | 14378  | Meer afbeeldingen |
| Kwakelbrug, smalle houten ophaalbrug | Brug                      | 18e eeuw                                     |             | Doelland tegenover 10              | 52° 30' 40" NB, 5° 2' 50" OL | 14379  | Meer afbeeldingen |
| Herenhuis met schilddak | Woonhuis                  | 19e eeuw                                     |             | Schepenmakersdijk 1                | 52° 30' 39" NB, 5° 2' 49" OL | 14380  | Meer afbeeldingen |
| Eenvoudig huis | Woonhuis                  | ca. 1860                                     |             | Schepenmakersdijk 11               | 52° 30' 38" NB, 5° 2' 45" OL | 14382  | Meer afbeeldingen |
| Het Melkmeisje en De Leeuw | Bedrijfs-,fabriekswoning  | eerste helft 18e eeuw                        |             | Schepenmakersdijk 2                | 52° 30' 39" NB, 5° 2' 49" OL | 14383  | Meer afbeeldingen |
| Eenvoudig huis met verdieping en schilddak | Woonhuis                  |                                              |             | Schepenmakersdijk 10               | 52° 30' 39" NB, 5° 2' 45" OL | 14384  | Meer afbeeldingen |
| Gemeenlandshuis van het Hoogheemraadschap | Bestuursgebouw en onderdl | 18e/19e eeuw                                 |             | Schepenmakersdijk 16               | 52° 30' 38" NB, 5° 2' 44" OL | 14385  | Meer afbeeldingen |
| Huis met gekoppelde klokgevels | Woonhuis                  | 18e eeuw                                     |             | Spui 3                             | 52° 30' 46" NB, 5° 2' 55" OL | 14386  | Meer afbeeldingen |
| Huis met klokgevel | Woonhuis                  | 18e eeuw                                     |             | Spui 5                             | 52° 30' 46" NB, 5° 2' 54" OL | 14387  | Meer afbeeldingen |
| Huis met lijstgevel, voorheen de Appelboom | Woonhuis                  | eerste kwart 19e eeuw                        |             | Spui 6                             | 52° 30' 45" NB, 5° 2' 54" OL | 14388  | Meer afbeeldingen |
| Huis, voorzien van een houten voorschot met uitgeschulpte windveren | Woonhuis                  |                                              |             | Spui 8                             | 52° 30' 46" NB, 5° 2' 53" OL | 14389  | Meer afbeeldingen |
| Huis voorzien van een houten voorschot met uitgeschulpte windveren | Woonhuis                  |                                              |             | Spui 9                             | 52° 30' 46" NB, 5° 2' 53" OL | 14390  | Meer afbeeldingen |
| Huis met trapgevel. Pui gewijzigd | Woonhuis                  | 17e eeuw                                     |             | Spuistraat 3                       | 52° 30' 41" NB, 5° 2' 55" OL | 14391  | Meer afbeeldingen |
| Huis met verdieping en lijstgevel | Woonhuis                  |                                              |             | Spuistraat 5                       | 52° 30' 42" NB, 5° 2' 55" OL | 14392  | Huis met verdieping en lijstgevel |
| Huis met trapgevel. In latere pui een gesneden deur en eenvoudig snijraam, elk geflankeerd door verdiepte pilasters | Woonhuis                  | 17e eeuw (huis) 18e eeuw (pui)               |             | Spuistraat 7                       | 52° 30' 42" NB, 5° 2' 55" OL | 14393  | Meer afbeeldingen |
| Huis met klokgevel, en goede schuiframen boven een gewijzigde pui | Werk-woonhuis             | 18e eeuw                                     |             | Spuistraat 9                       | 52° 30' 42" NB, 5° 2' 55" OL | 14394  | Meer afbeeldingen |
| Huis met klokgevel. Versierde ingangspartij in het midden | Woonhuis                  | 1726                                         |             | Spuistraat 17                      | 52° 30' 42" NB, 5° 2' 54" OL | 14395  | Meer afbeeldingen |
| Huis met trapgevel, voorzien van gebeeldhouwde cartouches in het fries | Woonhuis                  | 1618                                         |             | Spuistraat 19                      | 52° 30' 43" NB, 5° 2' 54" OL | 14396  | Meer afbeeldingen |
| Huis met lage lijstgevel. Ingang met pilasteromlijsting. Dakkapel met gebroken fronton | Woonhuis                  | 18e eeuw                                     |             | Spuistraat 29                      | 52° 30' 44" NB, 5° 2' 53" OL | 14397  | Meer afbeeldingen |
| Bakstenen huis voorzien van een houten klokgevel, met gebroken fronton. Ingang met bovenlicht in een omlijsting met geblokte pilasters | Woonhuis                  | laatste kwart 18e eeuw                       |             | Spuistraat 31                      | 52° 30' 44" NB, 5° 2' 53" OL | 14398  | Meer afbeeldingen |
| Bakstenen huis voorzien van een klokgevel met gebroken fronton | Woonhuis                  | eerste helft 19e eeuw                        |             | Spuistraat 2                       | 52° 30' 42" NB, 5° 2' 56" OL | 14399  | Meer afbeeldingen |
| Zuidpoldermolen | Industrie- en poldermolen | 1670                                         |             | Burgemeester Versteeghsingel 2     | 52° 30' 39" NB, 5° 3' 28" OL | 14400  | Meer afbeeldingen |
| Damsluis | Waterkering en -doorlaat  | 1795-1798                                    |             | Damsluis                           | 52° 30' 45" NB, 5° 2' 56" OL | 14401  | Meer afbeeldingen |
| Pietersbrug | Brug                      |                                              |             | Voorhaven bij 2                    | 52° 30' 49" NB, 5° 3' 30" OL | 14402  | Meer afbeeldingen |
| Arisbrug | Brug                      | 1785                                         |             | Voorhaven tegenover 82             | 52° 30' 48" NB, 5° 3' 16" OL | 14403  | Meer afbeeldingen |
| Jansbrug | Brug                      |                                              |             | Voorhaven tegenover 99             | 52° 30' 47" NB, 5° 3' 8" OL  | 14404  | Meer afbeeldingen |
| Huis met gepleisterde trapgevel | Woonhuis                  | 17e eeuw                                     |             | Voorhaven 7                        | 52° 30' 48" NB, 5° 3' 27" OL | 14405  | Meer afbeeldingen |
| Houten huisje | Woonhuis                  | 18e eeuw                                     |             | Voorhaven 27                       | 52° 30' 48" NB, 5° 3' 23" OL | 14406  | Meer afbeeldingen |
| Pakhuis met gepleisterde trapgevel | Opslag                    |                                              |             | Voorhaven 37                       | 52° 30' 48" NB, 5° 3' 21" OL | 14407  | Meer afbeeldingen |
| Pakhuis met twee verdiepingen en schilddak | Opslag                    | 19e eeuw                                     |             | Voorhaven 39                       | 52° 30' 48" NB, 5° 3' 21" OL | 14408  | Meer afbeeldingen |
| Huis met schilddak | Woonhuis                  | 1741                                         | Jacob Jongh | Voorhaven 43                       | 52° 30' 47" NB, 5° 3' 19" OL | 14409  | Meer afbeeldingen |
| Eenvoudig huis met verdieping en dwars schilddak | Dienstwoning              |                                              |             | Voorhaven 47                       | 52° 30' 47" NB, 5° 3' 18" OL | 14410  | Meer afbeeldingen |
| Huis met eenvoudige puntgevel | Woonhuis                  | 19e eeuw                                     |             | Voorhaven 61                       | 52° 30' 47" NB, 5° 3' 15" OL | 14411  | Huis met eenvoudige puntgevel |
| Huis met in- en uitgezwenkte gevel | Woonhuis                  | eerste helft 17e eeuw                        |             | Voorhaven 63                       | 52° 30' 47" NB, 5° 3' 14" OL | 14412  | Meer afbeeldingen |
| Huis met houten door een gebroken fronton bekroonde klokgevel | Woonhuis                  | 18e eeuw                                     |             | Voorhaven 81                       | 52° 30' 46" NB, 5° 3' 12" OL | 14413  | Meer afbeeldingen |
| Huis met hoge klokgevel | Woonhuis                  |                                              |             | Voorhaven 89                       | 52° 30' 46" NB, 5° 3' 10" OL | 14414  | Meer afbeeldingen |
| Huis | Woonhuis                  | 17e of 18e eeuw                              |             | Voorhaven 91                       | 52° 30' 46" NB, 5° 3' 9" OL  | 14415  | Meer afbeeldingen |
| Huis met lijstgevel | Woonhuis                  | eerste kwart 19e eeuw                        |             | Voorhaven 107                      | 52° 30' 46" NB, 5° 3' 7" OL  | 14416  | Meer afbeeldingen |
| Huis met trapgevel, blijkens gevelsteen | Woonhuis                  | 1621                                         |             | Voorhaven 117                      | 52° 30' 46" NB, 5° 3' 5" OL  | 14417  | Meer afbeeldingen |
| Koophandel | Bedrijfs-,fabriekswoning  | 1740                                         |             | Voorhaven 127                      | 52° 30' 45" NB, 5° 3' 1" OL  | 14418  | Meer afbeeldingen |
| Pakhuis, voorzien van een klokgevel met getoogde bekroning met beeldhouwwerk | Bedrijfs-,fabriekswoning  | 1778                                         |             | Voorhaven 129                      | 52° 30' 45" NB, 5° 3' 1" OL  | 14419  | Meer afbeeldingen |
| Pakhuis met gepleisterde klokgevel | Bedrijfs-,fabriekswoning  | derde kwart 18e eeuw                         |             | Voorhaven 131                      | 52° 30' 45" NB, 5° 3' 1" OL  | 14420  | Meer afbeeldingen |
| Lutherse kerk | Kerk en kerkonderdeel     | 1740                                         |             | Voorhaven 135                      | 52° 30' 45" NB, 5° 2' 60" OL | 14421  | Meer afbeeldingen |
| Huis met hoge gevel, in de trant van Vingboons | Woonhuis                  | 1659                                         |             | Voorhaven 137                      | 52° 30' 45" NB, 5° 2' 59" OL | 14422  | Meer afbeeldingen |
| Hoog pand met zadeldak. Puntgevel met twee waterlijsten | Woonhuis                  |                                              |             | Voorhaven 18                       | 52° 30' 50" NB, 5° 3' 28" OL | 14423  | Meer afbeeldingen |
| Huis met trapgevel. Pui, met gesneden deur en snijraam | Woonhuis                  | 17e eeuw (huis) eerste kwart 19e eeuw (pui)  |             | Voorhaven 34                       | 52° 30' 50" NB, 5° 3' 25" OL | 14424  | Meer afbeeldingen |
| Huis met puntgevel; gebeeldhouwde aanzetstukken; gevelsteen met zeilschip en opschrift OOG IN SEIL. Deur en snijraam | Woonhuis                  | 17e-19e eeuw                                 |             | Voorhaven 74                       | 52° 30' 49" NB, 5° 3' 18" OL | 14425  | Meer afbeeldingen |
| Huis met verdieping en schilddak. Gepleisterde lijstgevel. Dakkapel met gebogen lijst en vleugelstukken | Woonhuis                  | laatste helft 19e eeuw                       |             | Voorhaven 76                       | 52° 30' 49" NB, 5° 3' 18" OL | 14426  | Meer afbeeldingen |
| Herenhuis met verdieping en schilddak | Woonhuis                  | eerste kwart 19e eeuw                        |             | Voorhaven 80                       | 52° 30' 49" NB, 5° 3' 17" OL | 14427  | Meer afbeeldingen |
| Huis met trapgevel | Woonhuis                  | derde kwart 17e eeuw                         |             | Voorhaven 84                       | 52° 30' 48" NB, 5° 3' 16" OL | 14428  | Meer afbeeldingen |
| Huis met oorspronkelijk zadeldak | Woonhuis                  |                                              |             | Voorhaven 86                       | 52° 30' 49" NB, 5° 3' 16" OL | 14429  | Huis met oorspronkelijk zadeldak |
| Huis met gepleisterde lijstgevel | Woonhuis                  | 18e/19e eeuw                                 |             | Voorhaven 108                      | 52° 30' 48" NB, 5° 3' 12" OL | 14430  | Meer afbeeldingen |
| Huis met trapgevel | Woonhuis                  | 17e eeuw                                     |             | Voorhaven 120                      | 52° 30' 47" NB, 5° 3' 10" OL | 14431  | Meer afbeeldingen |
| Heilige Nicolaaskerk | Kerk en kerkonderdeel     | 1827 (bouw) 1847 (vergroot)                  |             | Voorhaven 124                      | 52° 30' 47" NB, 5° 3' 9" OL  | 14432  | Meer afbeeldingen |
| Huis onder hoog zadeldak | Woonhuis                  |                                              |             | Voorhaven 138                      | 52° 30' 47" NB, 5° 3' 5" OL  | 14433  | Meer afbeeldingen |
| Huis met klokgevel | Woonhuis                  | 18e eeuw                                     |             | Voorhaven 144                      | 52° 30' 47" NB, 5° 3' 4" OL  | 14434  | Huis met klokgevel |
| Huis met puntgevel, oorspronkelijk trapgevel | Woonhuis                  | 1628 (steentjes)                             |             | Voorhaven 146                      | 52° 30' 47" NB, 5° 3' 4" OL  | 14435  | Meer afbeeldingen |
| Huis met gepleisterde lijstgevel voorzien van hoekpilasters | Woonhuis                  | 19e eeuw (dakkapel)                          |             | Voorhaven 148                      | 52° 30' 47" NB, 5° 3' 4" OL  | 14436  | Meer afbeeldingen |
| Herenhuis | Woonhuis                  |                                              |             | Voorhaven 150                      | 52° 30' 47" NB, 5° 3' 3" OL  | 14437  | Meer afbeeldingen |
| Huis met trapgevel | Woonhuis                  | 1579-1590                                    |             | Voorhaven 152                      | 52° 30' 47" NB, 5° 3' 3" OL  | 14438  | Meer afbeeldingen |
| Huis met halsgevel, voorzien van beeldhouwwerk in lod | Woonhuis                  |                                              |             | Voorhaven 154                      | 52° 30' 47" NB, 5° 3' 3" OL  | 14439  | Meer afbeeldingen |
| Huis met trapgevel | Woonhuis                  | 17e eeuw                                     |             | Voorhaven 156                      | 52° 30' 46" NB, 5° 3' 2" OL  | 14440  | Meer afbeeldingen |
| Huis met vernieuwde puntgevel, waaraan natuurstenen vensterkozijnen, een fronton, twee medaillons met koppen, alsmede twee pilasters | Woonhuis                  | 1639 1916 (puntgevel vernieuwd)              |             | Voorhaven 162                      | 52° 30' 46" NB, 5° 3' 0" OL  | 14441  | Meer afbeeldingen |
| Huis met aan de achterzijde een puntgevel | Woonhuis                  | 17e eeuw                                     |             | Voorhaven 172                      | 52° 30' 46" NB, 5° 2' 58" OL | 14442  | Meer afbeeldingen |
| Eenvoudig hoekpand | Woonhuis                  | 17e-18e eeuw                                 |             | Voorhaven 176                      | 52° 30' 46" NB, 5° 2' 58" OL | 14443  | Meer afbeeldingen |
| Huis met bakstenen gevels en een ingezwenkt houten voorschot met gebroken fronton | Woonhuis                  | 19e eeuw                                     |             | Graaf Willemstraat 4               | 52° 30' 47" NB, 5° 2' 50" OL | 14445  | Meer afbeeldingen |
| Pand met voorgevel met vlechtingen | Woonhuis                  |                                              |             | Graaf Willemstraat 6               | 52° 30' 48" NB, 5° 2' 49" OL | 14446  | Pand met voorgevel met vlechtingen |
| Eenvoudig huisje met gepleisterde lijstgevel | Woonhuis                  | 19e eeuw                                     |             | Wijngaardsgracht 2                 | 52° 30' 42" NB, 5° 2' 42" OL | 14448  | Meer afbeeldingen |
| Overblijfselen van de stadswallen | Omwalling                 |                                              |             | Wester-                            | 52° 30' 46" NB, 5° 3' 26" OL | 351200 | Overblijfselen van de stadswallen |
| Weeshuis | Dienstwoning              | 1875-1899                                    |             | Jan Nieuwenhuizenplein 12          | 52° 30' 49" NB, 5° 2' 52" OL | 511026 | Meer afbeeldingen |
| IJzeren erfafscheiding | Erfscheiding              | eind 19e eeuw                                |             | Jan Nieuwenhuizenplein bij 12      | 52° 30' 50" NB, 5° 2' 52" OL | 511027 | IJzeren erfafscheiding |
| Baanbrug | Brug                      | 1881                                         |             | Baanstraat/Hoogstraat (bij)        | 52° 30' 42" NB, 5° 2' 58" OL | 511028 | Meer afbeeldingen |
| Constabelbrug | Brug                      | 1922                                         |             | Spuistraat/de Bult (bij)           | 52° 30' 41" NB, 5° 2' 56" OL | 511029 | Meer afbeeldingen |
| Postkantoor met woningen | Woonhuis                  | 1884-1888                                    | C.H. Peters | Damplein 5                         | 52° 30' 44" NB, 5° 2' 57" OL | 511030 | Meer afbeeldingen |
| De Stad Rotterdam | Opslag                    | 1888                                         |             | Nieuwehaven 19                     | 52° 30' 47" NB, 5° 3' 20" OL | 511031 | Meer afbeeldingen |
| Herenhuis | Woonhuis                  | tweede helft 19e eeuw                        |             | Nieuwehaven 34                     | 52° 30' 46" NB, 5° 3' 14" OL | 511032 | Meer afbeeldingen |
| Stolpboerderij van het Noord-Hollandse type | Boerderij                 | 1898                                         |             | Oosterweg 20E                      | 52° 30' 4" NB, 5° 1' 10" OL  | 511034 | Stolpboerderij van het Noord-Hollandse type |
| De Toekomst | Opslag                    | 1890                                         |             | Nieuwehaven 66                     | 52° 30' 43" NB, 5° 3' 2" OL  | 511035 | De Toekomst |
| Trambrug | Brug                      | 1921                                         |             | Singelwg/Scheepmakersdk (bij)      | 52° 30' 40" NB, 5° 2' 40" OL | 511036 | Trambrug |
| De Eendracht | Boerderij                 | 1863                                         |             | Oosterweg 24E                      | 52° 30' 11" NB, 5° 1' 15" OL | 511038 | De Eendracht |